# Бидловский, Давид Васильевич
Давид Васильевич Бидловский (22 января 1999, Сумы, Украина) — российский футболист, полузащитник клуба «Форте».
Воспитанник академии московского «Динамо» имени Льва Яшина. После выпуска играл за дублирующие составы «Афипса» и «Оренбурга». Весной 2019 года был арендован краснодарским «Урожаем», за который провёл один матч в первенстве ПФЛ. За основную команду ФК «Оренбург» в премьер-лиге дебютировал 5 июля 2020 года в гостевом матче против «Рубина», выйдя на 65-й минуте вместо Эдварда Готлиба.
В конце 2020 года стало известно, что полузащитник на правах аренды перешел в «Акрон» Тольятти.
С января 2022 по январь 2023 выступал за таганрогский «Форте». В составе таганрожцев провёл 20 матчей во всех турнирах, в которых забил 1 гол и сделал 2 результативные передачи.